# Paciano
Paciano település Olaszországban, Umbria régióban, Perugia megyében. Lakosainak száma 957 fő (2023. január 1.). Paciano Castiglione del Lago, Panicale, Città della Pieve és Piegaro községekkel határos.

## Népesség
A település lakossága az elmúlt években az alábbi módon változott:
| Lakosok száma | 969  | 986  | 957  |
|               | 2017 | 2018 | 2023 |